# Pierre Bayenet
Pour les articles homonymes, voir Maurice Bayenet.
Pierre Bayenet, né le 17 décembre 1976 à Genève, est un avocat et une personnalité politique suisse, député et procureur du canton de Genève depuis le 1er janvier 2022. 

## Biographie

### Études
Après des études secondaires au collège de Staël. Il a étudié à l’Université de Lausanne dont il est diplomé et à l’Université de Zurich. Il est également titulaire d’un Master of Laws du King's College de Londres.

### Parcours professionnel
Il s'est profilé en défendant les victimes de violences policières au Tribunal fédéral et à la Cour européenne des droits de l'homme.
En 2014, il est candidat malheureux à l'élection du Procureur général de la République et canton de Genève oú il obtient près de 34% des voix malgré le fait qu'il n'est soutenu que par l'extrême-gauche et les syndicats. Dès 2019, il est juge suppléant (assesseur) au Tribunal pénal.
En 2021, il est élu procureur du Ministère public par le grand conseil contre Alain-Edouard Fischer. Il est à nouveau candidat en 2026 à l’élection du procureur général contre Olivier Jornot qui avait été réélu tacitement en 2020.

### Parcours politique
En 2018 il est député au Grand Conseil du canton de Genève pour la 2e législature du Grand Conseil du canton de Genève. Il quitte son mandat de député dès son élection au poste de procureur fin 2021.
En 2019, il est candidat à l'exécutif de la ville de Genève pour le parti Solidarités.

### Vie privée
Il est père de 3 enfants.

## Idées politiques
Son engagement judiciaire est jugé militant. Il combat la surpopulation carcérale.

## Clients notables
- Mohamed El Ghanem[12].
- Un ressortissant burkinabé jusque devant la Cour européenne des droits de l’homme à Strasbourg, faisant condamner la police genevoise pour une arrestation violente durant laquelle le plaignant a eu la clavicule cassée à la suite d’un simple contrôle d’identité[13].